# Îles d'Hyères
Îles d'Hyères – grupa czterech wysp na Morzu Śródziemnym w pobliżu Hyères w departamencie Var na francuskim Lazurowym Wybrzeżu. Administracyjnie podlegają pod Hyères. Pod względem geologicznym stanowią część gór Massif des Maures.
Na archipelag składają się: Île de Porquerolles, Île de Port-Cros, Île du Levant i niewielka Île de Bagaud. Łączna powierzchnia wysp wynosi 28,99 km². Île de Porquerolles jest z nich największą i znajduje się w pobliżu półwyspu Giens, na południe od Hyères, z którego są utrzymywane połączenia promowe do Porquerolles. Port-Cros, Île du Levant i Île de Bagaud znajdują się na wschód od Île de Porquerolles, w pobliżu miejscowości Le Lavandou na wybrzeżu.
Wyspa Porquerolles jest największa – jej powierzchnia wynosi 1254 ha. Wyspa została stale zasiedlona w 1820, a później wybudowano m.in. latarnię morską Porquerolles (1837) i kościół (1850).
Port-Cros ma powierzchnię 650 ha, jest najbardziej górzysta (do 194 m n.p.m.) i stanowi – wraz z Île de Bagaud (45 ha) i kilkoma mikrowysepkami - Park Narodowy Port-Cros, utworzony w 1963 roku i objęty programem Natura 2000. 
Île du Levant jest większa od Port Cros, ma 900 ha powierzchni, z których większość jest w użytkowaniu Francuskiej Marynarki Wojennej. Na Île du Levant znajduje się także znana osada naturystyczna.